# Google Base

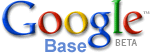
El logotipo de Google Base

Google Base es una base de datos  en línea de  Google en la que cualquiera puede añadir cualquier tipo de contenido.  En 2005, hay disponible una versión beta, sin embargo el resto de servicios de Google no tienen información ni enlace a Google Base. Dado que la información del servicio fue conocida antes de su lanzamiento, se generó gran expectación en la comunidad de Internet antes de su lanzamiento.